# Raebareli (miasto)
Raebareli – miasto w północnych Indiach w stanie Uttar Pradesh, na Nizinie Hindustańskiej.
Populacja miasta w 2001 roku wynosiła 169 285 mieszkańców.